# Бранко Вукојевић
Бранко Вукојевић (Рођен 4. септембра 1956. у Шибенику, умро 30. августа 2003. у Лондону) је био сценариста, музички критичар и главни уредник часописа Џубокс, првог музичког магазина Југославије.

## Биографија
Бранко Вукојевић је рођен 4. септембра 1956. године у Шибенику. У Београду је завршио основну школу и VIII београдску гимназију. Први чланак објавио је јуна 1975. године у „Џубоксу“ - тада једином музичком магазину у СФРЈ - за који је редовно писао до 1983. године. Био је главни уредник „Џубокса“ од јануара 1981. до јула 1983. године. У периоду од 1984. до 1986. године радио је графику, музику и сценарио за рачунарску игру „Dr Maddo“ коју је 1986. године у Енглеској издао U.S. Gold.
Од 1989. до 1991. писао је за часопис „Ритам“. Главни уредник „Новог Ритма“ био је од 1990. до 1991. године.
Апсолвирао је на одсеку за драматургију Факултета драмских уметности (ФДУ) у Београду. Сценариста је првог филма („До извора два путића“, режија Зоран Пезо) из омнибуса „Како је пропао рокенрол“ (1989), као и косценариста (са Гораном Гајићем и Којом) све три кратке међуприче о „доживљајима зеленог зуба“. Аутор је сценарија за филм „Видео јела, зелен бор“ (1991) редитеља Горана Гајића.
Од 1992. живео је у Лондону, где се бавио компјутерским дизајном.
Са Гораном Гајићем и Којом је у Лондону радио на видео-спотовима „Ain't No Reason“ и „Evil Man“ групе Disciplin A Kitschme. Био је креатор и програмер мултимедијалне презентације на албуму Мире Фурлан „Songs From The Movies That Have Never Been Made“ (1998).
Преминуо је у Лондону 30. августа 2003. године од последица саобраћајне несреће.
Текст преузет са www.popboks.com.